# Vörhenyeshasú homokjáró
A vörhenyeshasú homokjáró (Attagis gayi)  a madarak osztályának lilealakúak (Charadriiformes) rendjébe és a homokjárófélék (Thinocoridae) családjába tartozó faj.

## Rendszerezése
A fajt Isidore Geoffroy Saint-Hilaire és René Primevère Lesson írták le 1831-ben.

## Alfajai
- Attagis gayi gayi I. Geoffroy Saint-Hilaire & Lesson, 1831
- Attagis gayi latreillii Lesson, 1831
- Attagis gayi simonsi Chubb, 1918[2]

## Előfordulása
Az Andok-hegységben, Argentína, Bolívia, Chile, Ecuador és Peru területén honos. Természetes élőhelyei a szubtrópusi és trópusi magaslati füves puszták, mocsarak, nedves területek közelében. Állandó, nem vonuló faj.

## Megjelenése
Testhossza 27–30 centiméter, testtömege 283–403 gramm.

## Természetvédelmi helyzete
Az elterjedési területe rendkívül nagy, egyedszáma pedig stabil. A Természetvédelmi Világszövetség Vörös listáján nem veszélyeztetett fajként szerepel.

## Külső hivatkozások
- Képek az interneten a fajról
- Xeno-canto.org